# Guindrecourt-sur-Blaise
Pour l’article homonyme, voir Guindrecourt-aux-Ormes.
Guindrecourt-sur-Blaise est une commune française située dans le département de la Haute-Marne, en région Grand Est.
Ses habitants sont des Guindrecourtois, Guindrecourtoises.

## Géographie
Cette commune se trouve à côté des communes de Blaise, Ambonville, Daillancourt et de Marbéville et à 36 km de Chaumont et à 14 km de Vignory.
| Bouzancourt  |                           | Ambonville |
| Daillancourt | Guindrecourt-sur-Blaise   |            |
|              | Colombey-les-Deux-Églises | Marbéville |

### Hydrographie
La commune est dans la région hydrographique « la Seine de sa source au confluent de l'Oise (exclu) » au sein du bassin Seine-Normandie. Elle est drainée par la Blaise et le Fossé 01 aux Noues,.
La Blaise, d'une longueur de 86 km, prend sa source dans la commune de Gillancourt et se jette  dans la Marne à Isle-sur-Marne, après avoir traversé 34 communes. Les caractéristiques hydrologiques de la Blaise sont données par la station hydrologique située sur la commune de Daillancourt. Le débit moyen mensuel est de 1,98 m3/s. Le débit moyen journalier maximum est de 24,6 m3/s, atteint lors de la crue du 23 janvier 2018. Le débit instantané maximal est quant à lui de 26,9 m3/s, atteint le même jour.

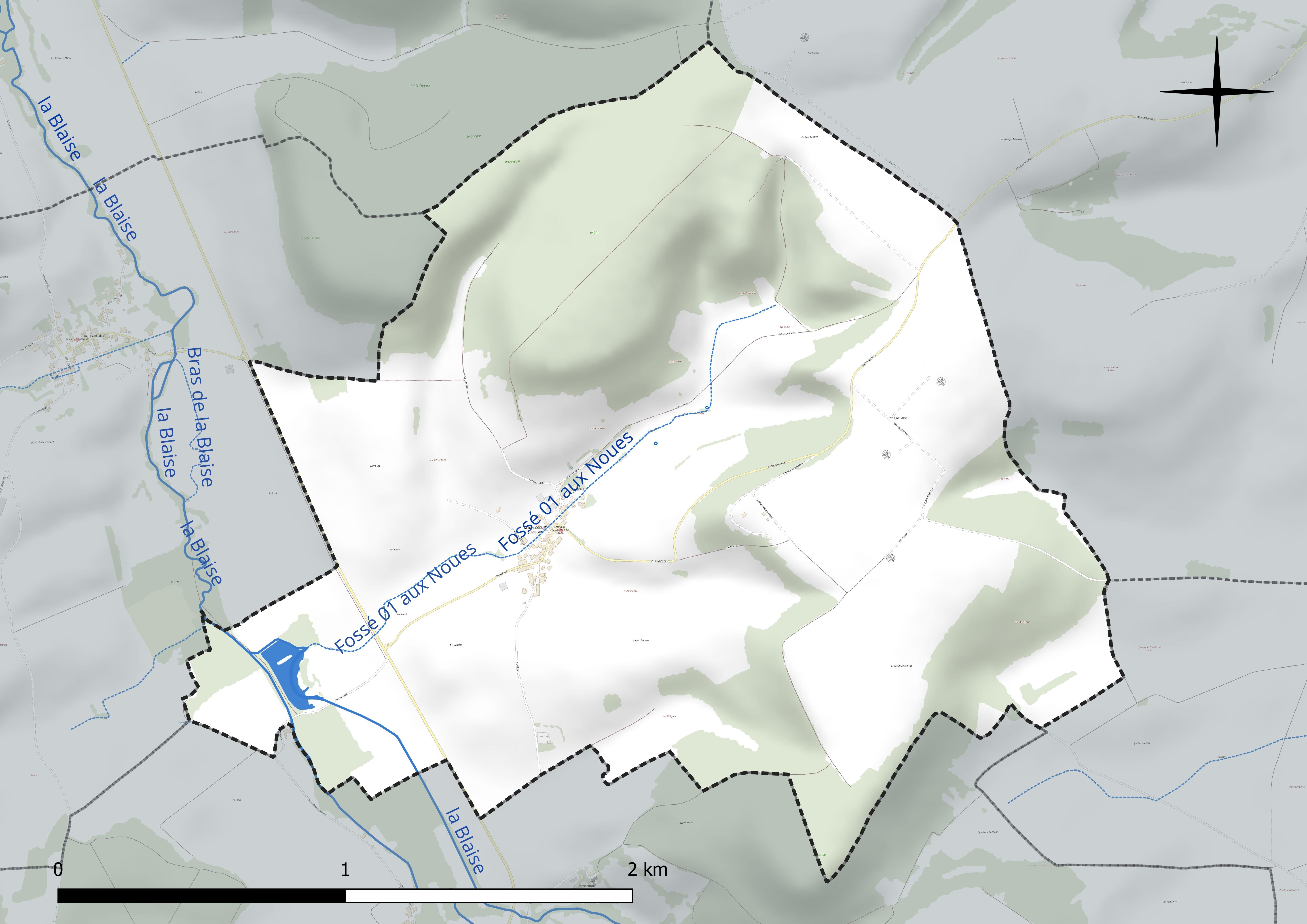
Réseau hydrographique de Guindrecourt-sur-Blaise.

### Climat
Pour des articles plus généraux, voir Climat du Grand Est et Climat de la Haute-Marne.
En 2010, le climat de la commune est de type climat de montagne, selon une étude du Centre national de la recherche scientifique s'appuyant sur une série de données couvrant la période 1971-2000. En 2020, Météo-France publie une typologie des climats de la France métropolitaine dans laquelle la commune est exposée à un climat océanique altéré et est dans la région climatique  Lorraine, plateau de Langres, Morvan, caractérisée par un hiver rude (1,5 °C), des vents modérés et des brouillards fréquents en automne et hiver. 
Pour la période 1971-2000, la température annuelle moyenne est de 10,2 °C, avec une amplitude thermique annuelle de 16 °C. Le cumul annuel moyen de précipitations est de 988 mm, avec 13,2 jours de précipitations en janvier et 9,5 jours en juillet. Pour la période 1991-2020, la température moyenne annuelle observée sur la station météorologique de Météo-France la plus proche, « Blécourt », sur la commune de Blécourt à 12 km à vol d'oiseau, est de 10,8 °C et le cumul annuel moyen de précipitations est de 879,6 mm. 
La température maximale relevée sur cette station est de 40,2 °C, atteinte le 25 juillet 2019 ; la température minimale est de −18 °C, atteinte le 20 décembre 2009,,. 
Les paramètres climatiques de la commune ont été estimés pour le milieu du siècle (2041-2070) selon différents scénarios d'émission de gaz à effet de serre à partir des nouvelles projections climatiques de référence DRIAS-2020. Ils sont consultables sur un site dédié publié par Météo-France en novembre 2022.

## Urbanisme

### Typologie
Au 1er janvier 2024, Guindrecourt-sur-Blaise est catégorisée commune rurale à habitat dispersé, selon la nouvelle grille communale de densité à sept niveaux définie par l'Insee en 2022.
Elle est située hors unité urbaine et hors attraction des villes,.

### Occupation des sols
L'occupation des sols de la commune, telle qu'elle ressort de la base de données européenne d’occupation biophysique des sols Corine Land Cover (CLC), est marquée par l'importance des territoires agricoles (63,9 % en 2018), une proportion identique à celle de 1990 (63,9 %). La répartition détaillée en 2018 est la suivante : 
terres arables (47,8 %), forêts (36,1 %), prairies (11,9 %), zones agricoles hétérogènes (4,3 %). L'évolution de l’occupation des sols de la commune et de ses infrastructures peut être observée sur les différentes représentations cartographiques du territoire : la carte de Cassini (XVIIIe siècle), la carte d'état-major (1820-1866) et les cartes ou photos aériennes de l'IGN pour la période actuelle (1950 à aujourd'hui).

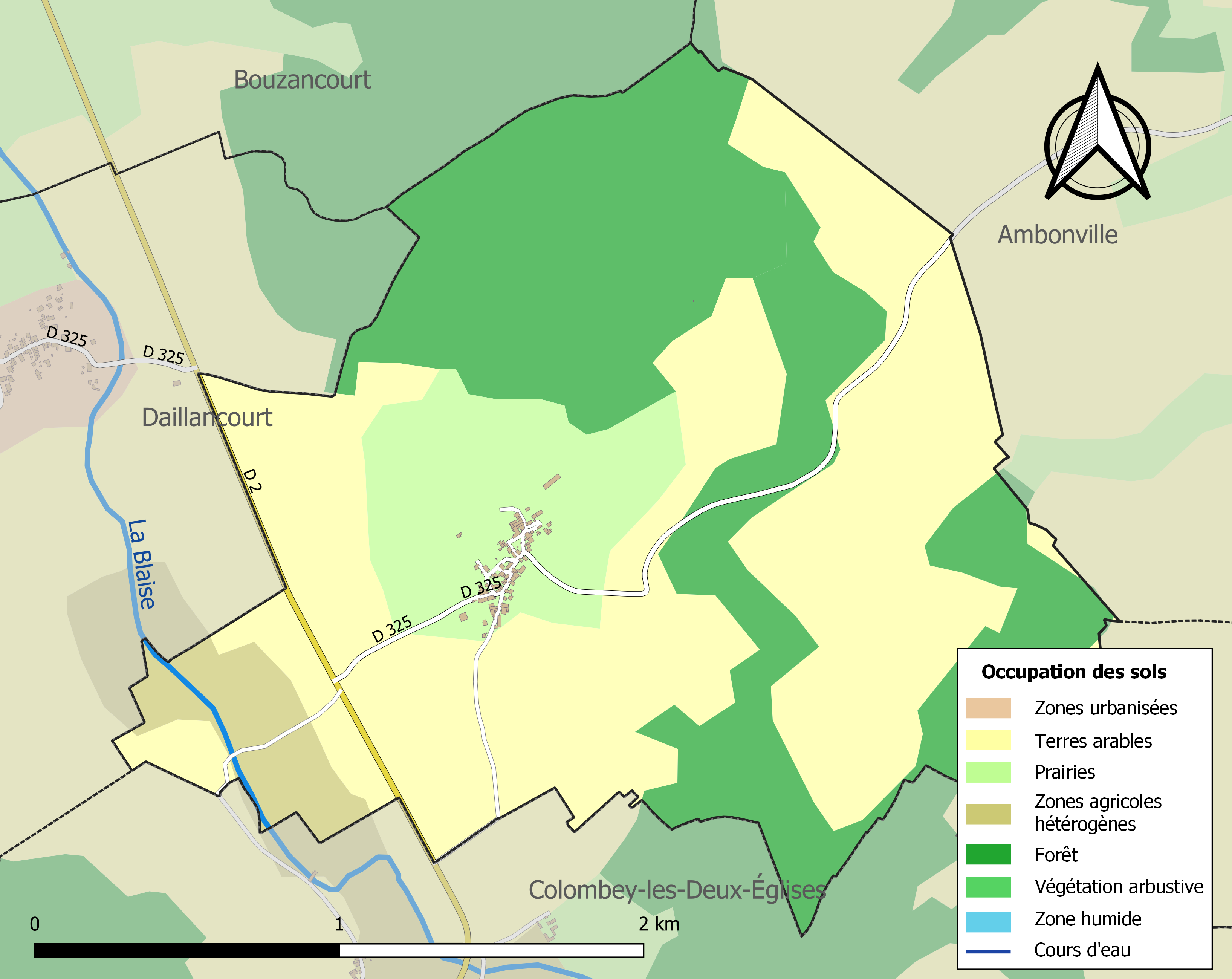
Carte des infrastructures et de l'occupation des sols de la commune en 2018 (CLC).

## Toponymie
Le nom de la localité est attesté sous les formes Guindrici cortis (vers 1059) ; Gundricortis (1108-1126) ; Gondricuria (1224) ; Gundricuria juxta Blesam (1230) ; Gondricours (1436) ; Gondrecourt (1447) ; Guindrecourt (1519) ; Gondrecourt-sur-Blaize (1555) ; Gundrecourt (1700) ; Gundrecourt-sur-Blaise (1701) ; Gundrecour (1732) ; Guindrecourt-sous-Blaise (1769).

La Blaise est une rivière française prenant sa source à Gillancourt dans le département de la Haute-Marne. Elle se jette dans la  Marne, dont elle est un affluent de rive gauche, sur la commune d'Arrigny, dans le département de la Marne.

## Histoire
Au IXe siècle, Charlemagne en parle dans sa lettre aux leudes Létrique et Adémare.

## Politique et administration

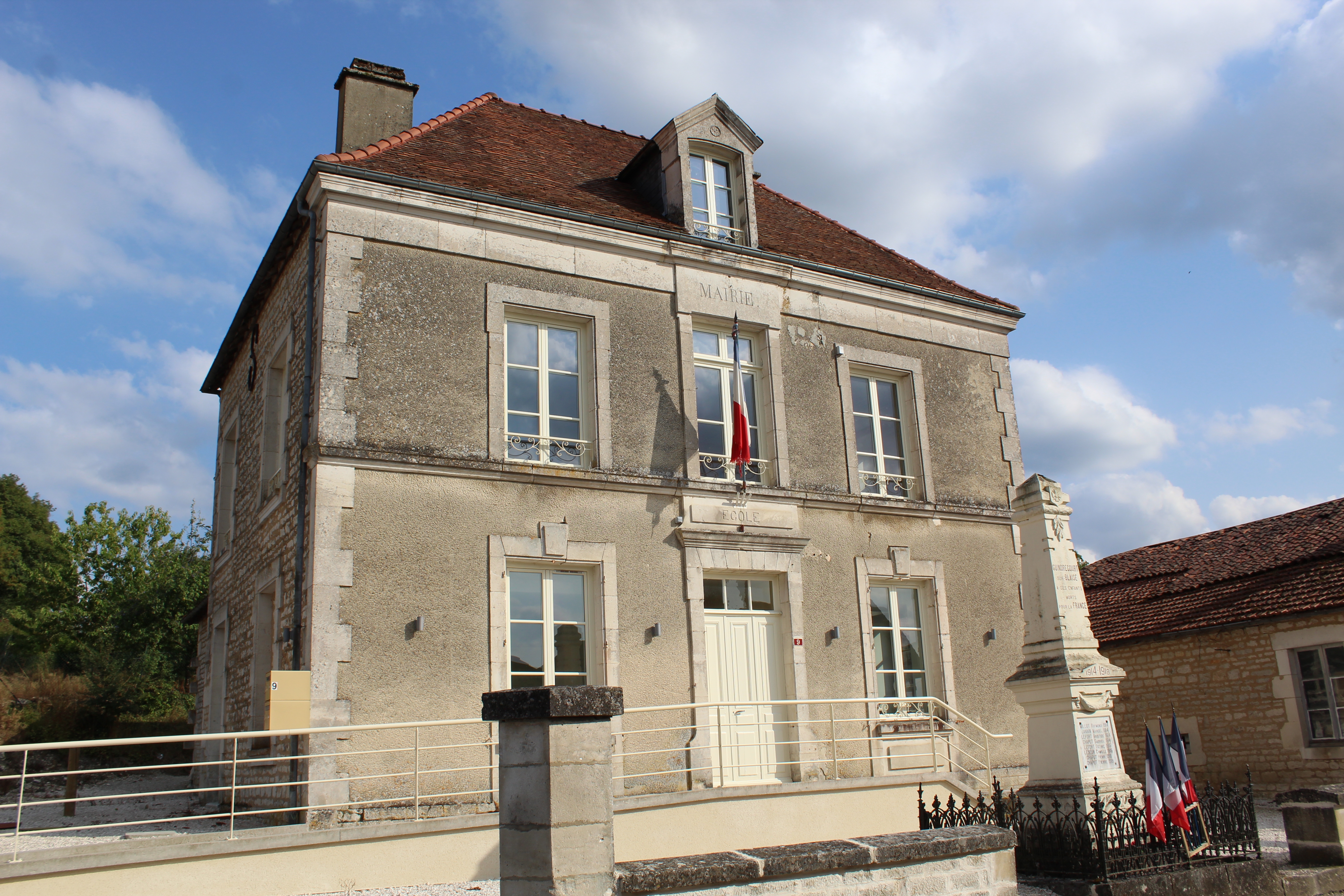
La mairie.

| Période                                  | Période  | Identité           | Étiquette | Qualité |
| ---------------------------------------- | -------- | ------------------ | --------- | ------- |
| avant 1981                               | ?        | Raymond Ménissier  | DVG       |         |
| mars 2001                                | 2008     | Chantal Guillaumée |           |         |
| mars 2008                                | En cours | Pascal Demerson    |           |         |
| Les données manquantes sont à compléter. |          |                    |           |         |

## Population et société

### Démographie

#### Évolution démographique
L'évolution du nombre d'habitants est connue à travers les recensements de la population effectués dans la commune depuis 1793. Pour les communes de moins de 10 000 habitants, une enquête de recensement portant sur toute la population est réalisée tous les cinq ans, les populations de référence des années intermédiaires étant quant à elles estimées par interpolation ou extrapolation. Pour la commune, le premier recensement exhaustif entrant dans le cadre du nouveau dispositif a été réalisé en 2007.

En 2022, la commune comptait 55 habitants, en évolution de +1,85 % par rapport à 2016 (Haute-Marne : −4,62 %, France hors Mayotte : +2,11 %).
| 1793 | 1800 | 1806 | 1821 | 1831 | 1836 | 1841 | 1846 | 1851 |
| ---- | ---- | ---- | ---- | ---- | ---- | ---- | ---- | ---- |
| 197  | 203  | 218  | 182  | 257  | 262  | 262  | 251  | 243  |

| 1856 | 1861 | 1866 | 1872 | 1876 | 1881 | 1886 | 1891 | 1896 |
| ---- | ---- | ---- | ---- | ---- | ---- | ---- | ---- | ---- |
| 225  | 210  | 198  | 199  | 189  | 185  | 169  | 162  | 162  |

| 1901 | 1906 | 1911 | 1921 | 1926 | 1931 | 1936 | 1946 | 1954 |
| ---- | ---- | ---- | ---- | ---- | ---- | ---- | ---- | ---- |
| 138  | 128  | 120  | 92   | 97   | 73   | 74   | 62   | 62   |

| 1962 | 1968 | 1975 | 1982 | 1990 | 1999 | 2006 | 2007 | 2012 |
| ---- | ---- | ---- | ---- | ---- | ---- | ---- | ---- | ---- |
| 56   | 67   | 55   | 40   | 32   | 31   | 42   | 44   | 45   |

| 2017 | 2022 | - | - | - | - | - | - | - |
| ---- | ---- | - | - | - | - | - | - | - |
| 59   | 55   | - | - | - | - | - | - | - |

## Lieux et monuments

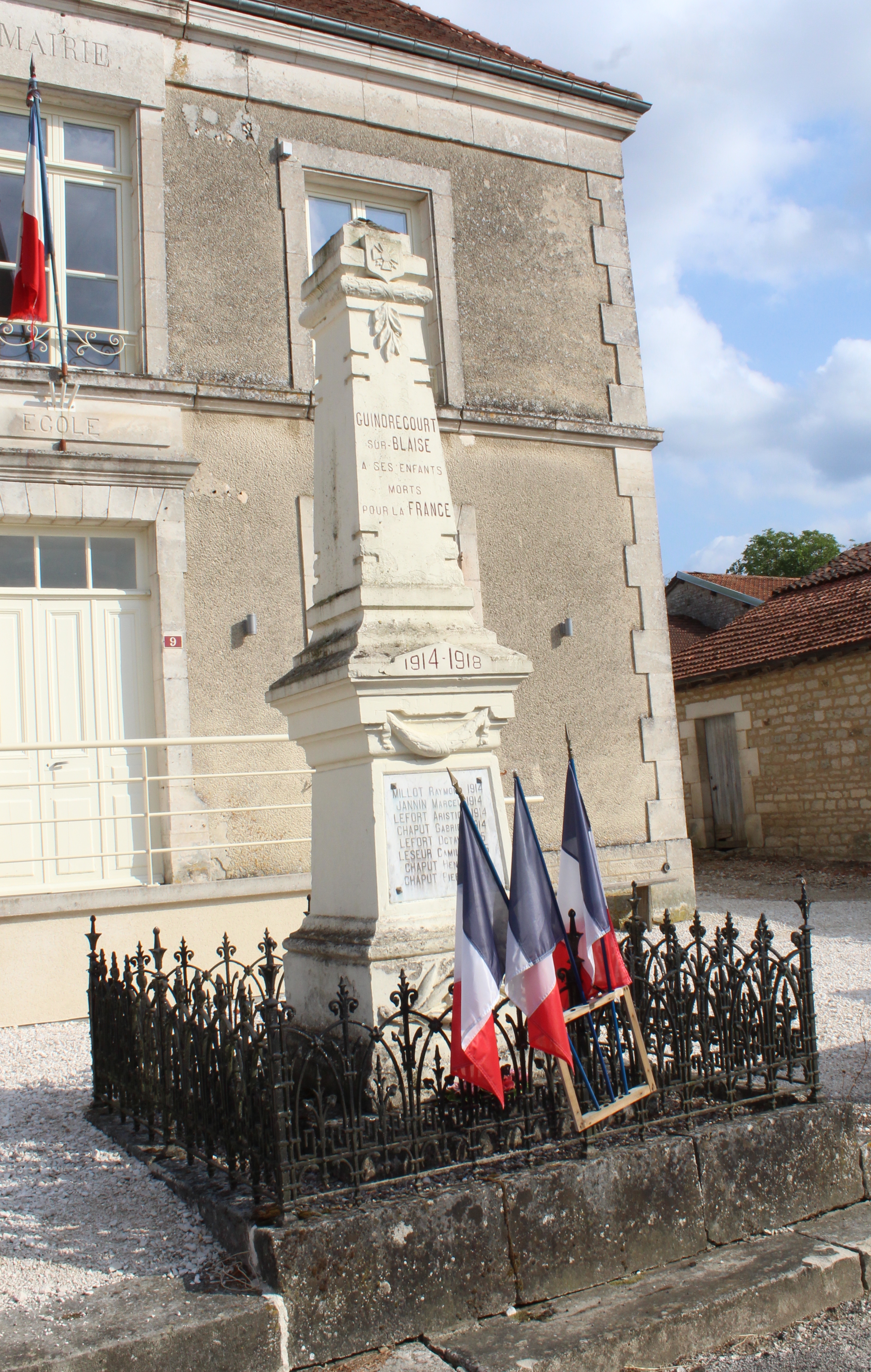
Le monument aux morts.

La chapelle Saint-Maurice (1616), dont le chœur date du XIe siècle.